# Atheliaceae
Atheliaceae là một họ nấm trong bộ đơn họ Atheliales. Cả bộ và họ này đều được mô tả bởi Walter Jülich năm 1981. Theo một ước tính năm 2008, họ này gồm 22 chi và 106 loài.

## Chi
- Amphinema
- Athelia
- Athelicium
- Athelopsis
- Athelocystis (?)
- Butlerelfia
- Byssocorticium
- Byssoporia
- Digitatispora
- Elaphocephala
- Fibulomyces
- Fibulorhizoctonia
- Hypochnella
- Hypochniciellum
- Leptosporomyces
- Lobulicium
- Lyoathelia
- Melzericium
- Mycostigma
- Piloderma
- Pteridomyces
- Taeniospora
- Tylospora